# Eparchie smolenská
Eparchie Smolensk je eparchie ruské pravoslavné církve nacházející se v Rusku.

## Území a titul biskupa
Zahrnuje správní hranice území města Smolensk a také Veližského, Děmidovského, Dorogobužského, Duchovščinského, Kardymovského, Krasninského, Rudňanského, Smolenského a Jarcevského rajónu Smolenské oblasti.
Eparchiálnímu biskupovi náleží titul biskup smolenský a dorogobužský.

## Historie
Křesťanství se ve Smolenské oblasti začalo šířit velmi brzy po křtu Kyjeva. Velkokníže Vladimír I. odešel do Smolenské země kde první městem byl pokřtěn Smolensk.
Po smrti velkoknížete Jaroslava I. Moudrého roku 1054 se Smolensk stal hlavním městem nezávislého knížectví které zdědil jeho syn Vjačeslav Jaroslavič a poté jeho vnuk Vladimír II. Monomach.
Smolenská oblast byla součástí perejaslavsko-chmelnické eparchie,  dokud vnuk Monomacha Rostislav I. Kyjevský požádal o nezávislého biskupa pro Smolensk. Dohoda mezi ním a prvním biskupem vešla do dějin pod názvem Rostislavova listina. Smolenská eparchie získala od knížete značné příjmy a vlastnictví půdy.
V letech 1415-1419 a 1458-1514 byla eparchie pod jurisdikcí kyjevsko-litevských metropolitů.
Od 26. ledna 1539 získala status archieparchie a od roku 1681 až 1728 status metropole.
V letech 1941-1943 eparchie zahrnovala smolenskou a brjanskou oblast a byla součástí Běloruské pravoslavné církve.
Roku 2015 byla rozhodnutím Svatého synodu zřízena z části území eparchie nová eparchie vjazemská, která se stala součástí nově vzniklé smolenské metropole.
Roku 2017 byla rozhodnutím Svatého synodu zřízena z části území eparchie nová eparchie roslavlská.

## Seznam biskupů
- 1128–1133 Ignatij I.
- 1133–1135 Lazar I.
- 1137–1169 Manuil Řek
- Michail
- Konstantin (zmíněn roku 1180)
- Simeon I. (zmíněn v letech 1190–1197)
- Ignatij II. (zmíněn v letech 1206–1219)
- 1219–1220 Lazar II.
- ????–1247 Merkurij
- Afanasij
- Ioann I.
- Porfirij
- Dionisij (do roku 1238)
- 1238–1256 Foma
- Pachomij
- Ignatij III. (zmíněn roku 1292)
- Iona
- Daniil
- Ioann II. (zmíněn roku 1335)
- Jevfimij I. (od roku 1345)
- Feofilakt (Feoktist) (od roku 1356)
- 1364–1370 Parfenij
- 1375–1382 Daniil II.
- 1383–1396 Michail II., svatořečený
- 1396–???? Kassian (Naasson)
- Ignatij IV. (zmíněn roku 1405)
- 1405–1408 Ilarion
- 1408–1411 Nikon
- 1411–1416 Sevastian
- 1417–1433 Gerasim
- Michail III. (zmíněn roku 1435)
- Nafanail (zmíněn roku 1440 a po roce 1445)
- 1440–1445 Simeon II.
- Jevfimij II.
- 1454–1480 Misail
- 1480–1485 Ioakim
- 1494–1498 Iosif Bolgarinovič
- 1502–1509 Iosif II. Soltan
- 1509–1514 Varsonofij (Chodykin)
- 1515–1532 Iosif III.
- 1536–1538 Savva (Slepuškin)
- 1539–1555 Gurij (Zabolotskij)
- 1555–1567 Simeon III.
- 1568–1568 Feofil
- 1572–1592 Silvestr
- 1592–1605 Feodosij
- 1608–1611 Sergij
- od roku 1611 do 1628 součástí Polsko-litevské unie, kde se nacházela jen uniátská eparchie.
- 1628–1631 Isaija (Kopinskij)
- 1632–1655 Avraamij
- 1655–1655 Lavrentij, dočasný administrátor
- 1657–1658 Kallist (Dorofejevič-Ritorajskij), dočasný administrátor
- 1658–1671 Filaret
- 1671–1676 Varsonofij (Čertkov)
- 1676–1686 Simeon (Moljukov), svatořečený
- 1699–1704 Silvestr (Černickij)
- 1707–1712 Silvestr (Krajskij)
- 1712–1718 Dorofej (Korotkevič)
- 1719–1720 Silvestr (Cholmskij)
- 1720–1721 Varlaam (Kossovskij)
- 1722–1727 Filofej
- 1728–1761 Gedeon (Višněvskij)
- 1761–1795 Parfenij (Sopkovskij)
- 1795–1895 Dimitrij (Ustimovič)
- 1805–1812 Serafim (Glagolevskij)
- 1812–1813 Irinej (Falkovskij)
- 1813–1821 Ioasaf (Sretěnskij)
- 1821–1834 Iosif (Veličkovskij)
- 1834–1859 Timofej (Ketlerov)
- 1859–1866 Antonij (Amfitěatrov)
- 1866–1869 Ioann (Sokolov)
- 1869–1874 Serafim (Protopopov)
- 1874–1881 Iosif (Drozdov)
- 1881–1889 Nestor (Metanijev)
- 1890–1896 Gurij (Ochotin)
- 1896–1899 Nikanor (Kamenskij)
- 1899–1899 Mitrofan (Něvskij)
- 1899–1908 Petr (Drugov)
- 1908–1919 Feodosij (Feodosijev)
- 1919–1920 Jevsevij (Nikolskij), dočasný administrátor
- 1920–1924 Filipp (Stavickij)
- 1924–1927 Valerian (Rudič)
- 1927–1936 Serafim (Ostroumov), svatořečený mučedník
- 1936–1937 Modest (Nikitin)
  - 1937–1942 eparchie neobsazena
- 1942–1943 Stefan (Sevbo)
- 1944–1955 Sergij (Smirnov)
- 1955–1957 Michail (Čub)
- 1959–1964 Innokentij (Sokal)
- 1964–1965 Pitirim (Něčajev), dočasný administrátor
- 1965–1967 Antonij (Vakarik)
- 1967–1972 Gedeon (Dokukin)
- 1972–1984 Feodosij (Procjuk)
- 1984–2009 Kirill (Gunďajev)
- 2009–2011 Feofilakt (Kurjanov)
- 2011–2013 Panteleimon (Šatov)
- 2013–2013 Panteleimon (Šatov), dočasný administrátor
- od 2013 Isidor (Tupikin)